# Charte de Paris pour une nouvelle Europe

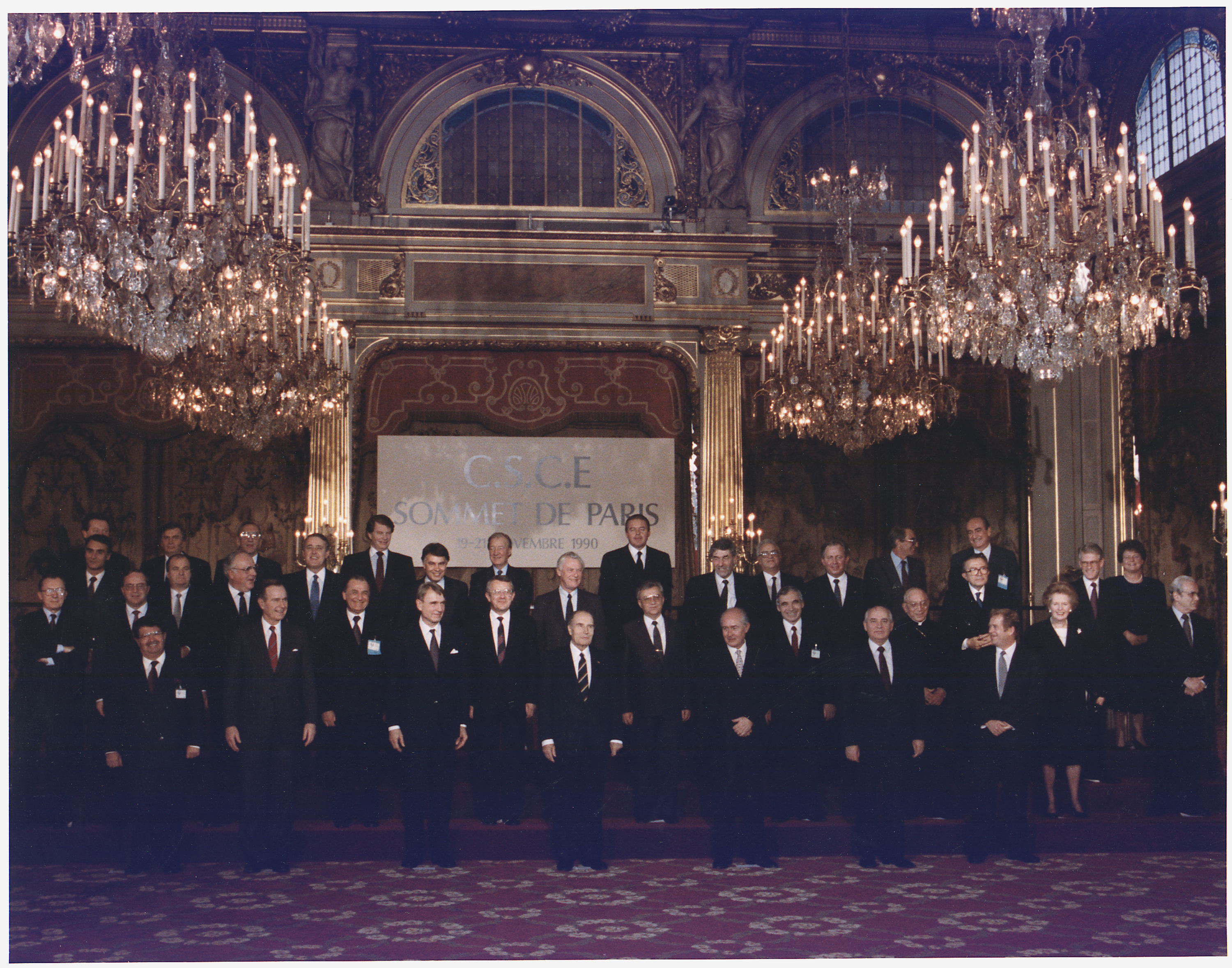
Les chefs d'État de la Conférence sur la sécurité et la coopération en Europe (Salle des Fêtes du palais de l'Élysée, novembre 1990)

La Charte de Paris pour une nouvelle Europe est une charte initialement adoptée par 34 pays à l'issue du sommet de Paris organisé par la Conférence sur la sécurité et la coopération en Europe (CSCE) du 19 au 21 novembre 1990 ; dans le contexte de la réunification allemande et de la chute des régimes communistes en Europe. Établie sur la base des accords d'Helsinki et plus tard amendée dans la Charte pour la sécurité européenne de 1999, elle peut être assimilée à une conférence de paix entérinant la fin de la guerre froide mais son ambition va bien au-delà, en proposant à l'Europe un modèle démocratique basé sur la coopération et la prévention des conflits ; tel que stipulé dès le premier paragraphe de la charte :

« Nous, chefs d’État ou de gouvernement des États participant à la Conférence sur la sécurité et la coopération en Europe, sommes réunis à Paris à une époque de profonds changements et d'espérances historiques. L'ère de la confrontation et de la division en Europe est révolue. Nous déclarons que nos relations seront fondées désormais sur le respect et la coopération. »

## Signataires
La charte est signée le 21 novembre 1990 par les chefs d'État des 34 pays alors membres de la Conférence sur la sécurité et la coopération en Europe,, qui deviendra plus tard l'Organisation pour la sécurité et la coopération en Europe (OSCE). La plupart des pays européens sont présents, y compris les pays du pacte de Varsovie, l'Union soviétique, le Canada et les États-Unis, ainsi que des pays neutres comme la Suisse ou des petits États comme Saint-Marin ou Monaco. L'Italie représente également les douze membres de la Communauté européenne qui a par ailleurs « absorbé » la République démocratique allemande à la suite de la réunification de l'Allemagne quelques semaines plus tôt. L'Albanie est présente en tant qu'observateur.

## Prémices
En juillet 1988, Mikhaïl Gorbatchev annonce son souhait d'un sommet de la CSCE afin d'analyser la nouvelle donne géopolitique du continent mais les Américains, misent plutôt sur l'implication de l'OTAN et ne sont pas favorables à sa proposition.
Cependant, le 28 novembre 1989 dans son plan de réunification de l'Allemagne, le chancelier Helmut Kohl souligne trois points essentiels sur l'avenir de l'Europe. D'abord sa vision d'une Allemagne intégrée à l'Europe, partageant la vision du président Gorbatchev sur « la maison commune européenne ». Il considère aussi la Communauté européenne comme un facteur important de développement paneuropéen et enfin, voit en la Conférence sur la sécurité et la coopération en Europe, l'élément clé permettant de réaliser cette architecture paneuropéenne. Deux jours plus tard, Gorbatchev réitère son souhait d'une conférence de la CSCE dans les douze mois à venir, proposition qui est alors immédiatement soutenue par le président François Mitterrand le 6 décembre 1989, puis par la Communauté européenne dès le mois de janvier 1990.
Les Américains donneront finalement leur accord en février de cette année, en posant trois conditions : qu'il y ait des élections libres dans tous les pays participants, que le rétablissement de l'économie de marché soit à l'ordre du jour de la conférence et enfin que soit signé le traité sur les forces conventionnelles en Europe (cette dernière exigence sera satisfaite seulement une heure avant le début du Sommet). Enfin, en mars 1990, les pays neutres et non-alignés annoncent qu'ils acceptent le principe du sommet.

## Objectifs
La Charte de Paris pour une nouvelle Europe n'est pas uniquement une manière officielle de clore la guerre froide mais propose également d'envisager l'établissement de nouvelles relations entre les pays européens en mettant l'accent sur la coopération et le respect mutuel plutôt que la confrontation. Il est question de fonder l'Europe sur les valeurs de l'État de droit, de la démocratie, de la liberté économique, de l'unité mais aussi de solidarité avec le reste du monde. Ainsi, la charte définit huit orientations :
- valeurs humaines : protection des minorités nationales (culturelles, linguistiques, religieuses) des institutions démocratiques et en reconnaissance de l'expertise du Conseil de l'Europe dans la défense des droits de l'homme.
- sécurité : entre autres, il est question de concevoir un mécanisme pacifique de règlement des différends entre pays en faisant intervenir un tiers.
- économie : libre entreprise, politiques de lutte contre le chômage, coopération dans le domaine de l'énergie, de la science, du tourisme et de la protection de l'environnement.
- environnement : coordination des politiques environnementales, renforcer les normes et vérifier qu'elles soient bien appliquées.
- reconnaissance d'une culture européenne et développement des échanges culturels, de l'apprentissage des langues, de l'éducation.
- travailleurs migrants : protection des travailleurs migrants légaux et promotion de leurs droits.
- Méditerranée : favoriser la stabilité de la région en faisant la promotion du développement des pays méditerranéens et la réduction de l'écart de niveau de vie entre eux et l'Europe.
- Organisations non-gouvernementales : association et ouverture des organisations non-gouvernementales aux activités et structures de la CSCE.

Par ailleurs, la charte dote l'organisation d'institutions permanentes dans le but de mettre en œuvre ses orientations. Ainsi, il est prévu que les ministres des Affaires étrangères se réunissent en Conseil au moins une fois par an et un mécanisme de réunion d'urgence doit être créé. La charte met aussi en place un Bureau des élections libres (rebaptisé « Bureau des institutions démocratiques et des droits de l'homme ») à Varsovie qui a un rôle informatif (et non pas de régulation), ainsi qu'un centre de prévention des conflits à Vienne, mais dont les compétences sont à ce stade limitées par la réticence des États-Unis. En 1992, un secrétaire-général est nommé.